# Erftstadt
Erftstadt er en by i Tyskland i delstaten Nordrhein-Westfalen med cirka 50.000 indbyggere. Den ligger i kreisen Rhein-Erft-Kreis cirka 20 km sydvest for Köln. Navnet på byen kommer fra floden Erft som render gennem byen.